# Makedonska grkokatolička Crkva
Makedonska grkokatolička Crkva je Katolička Crkva prema bizantskom crkvenom obredu, direktno odgovorna Svetom ocu u Vatikanu. Makedonska grkokatolička Crkva se sastoji od jedne Grkokatoličke eparhije i to Uznesenja Blažene Djevice Marije Strumica-Skopje.

## Povijest
Makedonski apostolski vikarijat uspostavljene je 1883. te je postojao do 1913. godine. Između 1913. – 1923. uprava nad grkokatolicima u Makedoniji povjerena je brizi latinskog nadbiskupa u Skoplju. Od 26. listopada 1923. makedonski vjernici potpadaju pod nadležnost Križevačke eparhije. Za vrijeme 2. svjetskog rata makedonski grkokatolici spadaju pod jurisdikciju Apostolskog egzarhata u Sofiji (Bugarska), te se 1946. vraćaju u nadležnosti Križevačke eparhije. Dekretom Kongregacije za Istočne Crkve od 3. srpnja 1972. Skopsko-prizrenski biskup Joakim Herbut imenovan je apostolskim vizitatorom za katolike bizantskog obreda u Makedoniji, iako su oni de iure još uvijek pripadali u nadležnost Križevačkog vladike.
Sveta Stolica je 2001. imenovala latinskog biskupa u Skopju za apostolskog egzarha za Makedoniju. Katolička Crkva je rastavila egzarhiju od one bizantskog obreda u Križevcima 2008.
31 ožujka 2018 papa Franjo je uzdigao apostolski egzarhat u eparhiju (biskupiju), te joj je dodijelio naslov Grkokatolička eparhija Uznesenja Blažene Djevice Marije Strumica-Skopje.
A prvim eparhom je imenovao dosadašnjeg apostolskog egzarhta i skopskog biskupa msgr. Kiru Stojanova.

## Statistike
Izvor:
| Godina | Članova | Svećenika | Župa |
| ------ | ------- | --------- | ---- |
| 2000.  | 10,000  | 10        | 8    |
| 2001.  | 6,320   | 9         | 5    |
| 2002.  | 11,000  | 8         | 5    |
| 2003.  | 11,367  | 8         | 5    |
| 2004.  | 11,367  | 9         | 5    |
| 2005.  | 11,398  | 9         | 5    |
| 2006.  | 11,483  | 8         | 5    |
| 2007.  | 11,491  | 8         | 5    |
| 2008.  | 15,175  | 10        | 6    |
| 2009.  | 15,041  | 11        | 7    |
| 2010.  | 15,037  | 10        | 7    |
| 2011.  | 11,228  | 11        | 7    |
| 2012.  | 11,266  | 12        | 7    |
| 2013.  | 14,937  | 12        | 7    |
| 2014.  | 11,305  | 13        | 7    |
| 2015.  | 11,323  | 14        | 7    |

## Egzarsi
- Lazar Mladenov (12. lipnja 1883. – 23. srpnja 1895.) naslovni biskup Satala
- Epiphany Shanov (23. srpnja 1895. – 1922.) naslovni biskup Liviasa
- Joakim Herbut (11. siječnja 2001. – 15. travnja 2005.) biskup Skopki
- Kiro Stojanov (20. srpnja 2005. – ...) biskup Skopski i eparh Strumičko-skopski